# Turyński papirus erotyczny

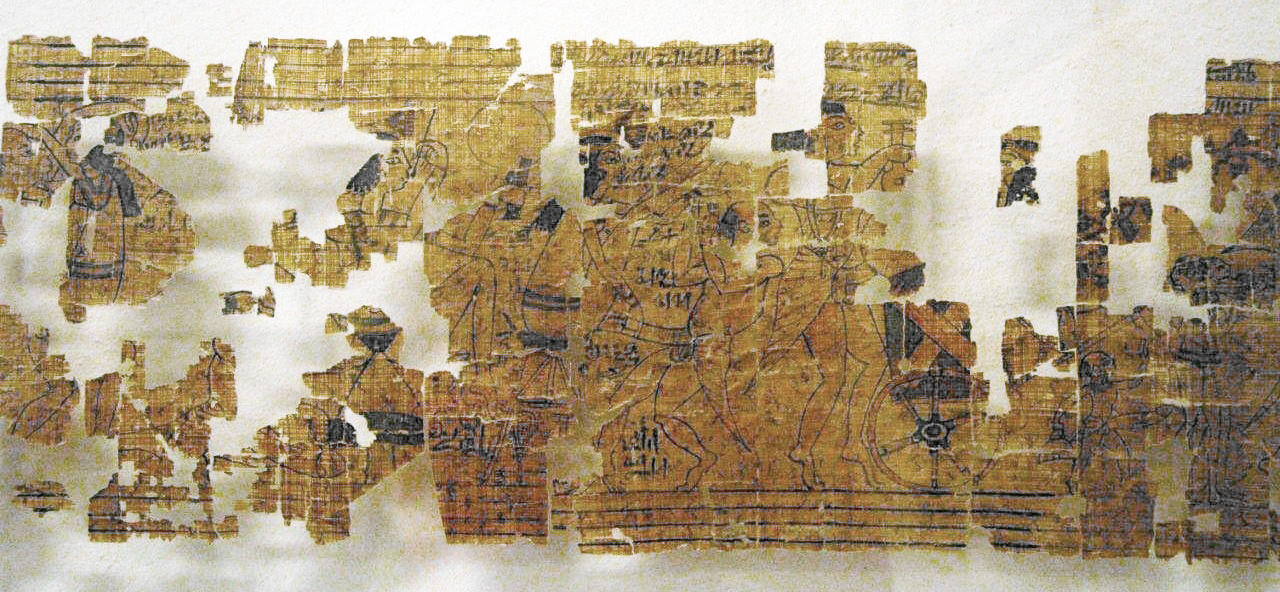
Papirus turyński

Turyński papirus erotyczny – dokument z XII wieku p.n.e., zawierający dwanaście ilustracji przedstawiających wyobrażenia starożytnych Egipcjan z okresu XIX–XX dynastii o technikach seksualnych. Zabytek przechowywany jest w Muzeum Egipskim w Turynie.

## Charakterystyka dokumentu
Papirus został odkryty w latach dwudziestych XX wieku w Deir el-Medina. Środowisko naukowe uznało go wówczas za obsceniczny, dlatego przez długi czas nie był udostępniany publicznie. Papirus zachował się fragmentarycznie, jest mocno uszkodzony. Przechowywany jest w Museo delle Antichità Egizie w Turynie, czemu zawdzięcza swoją nazwę.
Papirus został prawdopodobnie sporządzony na zamówienie kręgów wojskowych w celu ośmieszenia warstwy kapłańskiej, która pogardzała żołnierzami, co da się wywnioskować z ówczesnej dokumentacji świątynnej. Dokument turyński jest jedyny w swoim rodzaju. Sceny obcowania kobiety z mężczyzną są dla sztuki egipskiej dość rzadkie. Nieliczne znalezione figurki lub szkice są karykaturalne lub obsceniczne. Papirus turyński natomiast przedstawia akt miłosny w sposób satyryczno-erotyczny. Część ilustracji zawiera treści bajkowe z udziałem zwierząt, które naśladują zachowanie ludzi (bankiet, atak na twierdzę itd.).

## Kompozycja
Dokument zawiera dwanaście nieoddzielonych od siebie scen. Treść nie jest linearna, nie układa się w żadną sekwencję. Układ scen odwołuje się prawdopodobnie do kompozycji z księgi Amduat ze scenami wędrówki boga słońca przez krainę zmarłych. Jedna scena odpowiada jednej godzinie. W obu źródłach ostatnia scena przedstawia postać w pozycji pochylonej. Analogie te pozwalają przypuszczać, że papirus powstał jako satyra na egipską mitologię i kult zmarłych. Wrażenie to wzmacniają też niektóre podobne pozycje postaci w obu tych zabytkach, np. w przedstawieniu stosunku płciowego w pozycji Geba i Nut układ rąk kobiety jest taki sam, jak u potępionych dusz zmarłych; kobieta na rydwanie to satyra na pochód triumfalny; nogi zmęczonego mężczyzny w scenie szóstej są ułożone podobnie, jak nogi zmarłego Ozyrysa lub zwłoki utopionego wroga. W scenie siódmej znajduje się aluzja do unoszącej się nad Ozyrysem Izydy w postaci ptaka. Kobieta, wykazująca inicjatywę podczas stosunku w scenie trzeciej, nawiązuje do „ręki boga” itd.

## Kochankowie
Kochankami na ilustracjach są prawdopodobnie kapłanka bogini Hathor i kapłan boga Amona. Kobieta jest ładna i elegancka, w niektórych scenach jej postać ma kolczyk, kwiat lotosu, naszyjnik, bransoletę lub pasek. Postać męska jest w porównaniu z nią niewysoka i przysadzista. Mężczyzna jest brzydki: wyłysiały, z brodą, nieproporcjonalnie dużą głową, nos ma garbaty, czoło cofnięte, a szczękę wysuniętą do przodu, co upodabnia go do małpy. Jest wyposażony w ogromny członek, sięgający niekiedy kostek. Kobieta i mężczyzna zespalają się w wyszukanych pozycjach.

## Sceny zespolenia
Poniższa numeracja scen erotycznych przedstawia opis ilustracji w porządku od prawej do lewej strony – tak jak odczytuje się egipskie papirusy z tekstem.
1. Pozycja tylna (łac. coitus a tergo) – kobieta wypina biodra do góry, opiera się palcami rąk i nóg o ziemię, mężczyzna z workiem na plecach stoi za nią na palcach.
2. Scena grupowa – kobieta klęczy na rydwanie z wystawionymi za niego udami, głowę ma odwróconą w stronę mężczyzny, który wspinając się na nią na palcach i trzymając ją lewą ręką za włosy, odbywa coitus a tergo, w drugiej ręce trzyma lutnię, na głowie ma perukę, na ramieniu – sistrum kabłąkowe ozdobione głową Hathor. Scena przedstawia prawdopodobnie końcowe stadium jakiegoś święta. W scenie są trzy mniejsze postaci: dwie dziewczynki, ciągnące rydwan za dyszle, za którymi kroczy karzeł z dużym członkiem w stanie erekcji i torbą z dużym uchem. Grupa trzech postaci przedstawia stosunek coitus anterior in situ posteriore (odmienny od stosunku analnego). Kompozycję uzupełnia skacząca po dyszlu małpa[5].
3. Kobieta wykazuje inicjatywę – siedzi w pozycji pionowej na okrągłym stołku z podniesionymi do góry nogami, prawą ręką wprowadza członek partnera między uda; mężczyzna ma podniesione w geście obronnym ręce i odwróconą twarz, jest odchylony, jak gdyby chciał się wycofać na palcach.
4. Scena podczas toalety kobiety, która siedzi z rozchylonymi nogami na stożku (prawdopodobnie jest to stożek z pachnidłami, który nakładało się gościom na głowę) – przeglądająca się w lusterku kobieta maluje twarz pędzelkiem, twarz ma obojętnie odwróconą od klęczącego mężczyzny z członkiem w stanie erekcji, dotykającego jej uda ręką.
5. Pozycja na stojąco – mężczyzna stoi na palcach prawej nogi z lekko zgiętą lewą nogą, trzymając partnerkę na udzie, kobieta trzyma nogi na jego ramionach i ręką obejmuje głowę mężczyzny, utrzymując w ten sposób równowagę.
6. Ilustracja przypuszczalnie przedstawia przedłużenie poprzedniej sceny, gdyż mężczyzna leży pod łóżkiem kobiety. Być może jest zmęczony lub pijany, co sugerują dwa dzbanki przy łóżku. Jego członek jest w stanie erekcji. Kobieta ze zgiętą nogą wychyla się z łóżka, wyciągając do partnera ręce i zachęcając go do stosunku[6].
7. Prawdopodobnie kontynuacja motywu z poprzednich dwóch scen – trzy kobiety o różnym wzroście unoszą sztywnego mężczyznę ze zwisającym bezwładnie dużym członkiem. Najwyższa z nich unosi głowę, dwie mniejsze – uda i nogi, przy czym dwie ostatnie dotykają jego żołędzi.
8. Stosunek w pozycji Geba i Nut – pozycja znana z innych malowideł egipskich. Mężczyzna podnosi się z ziemi, opierając się o nią prawym ramieniem. Lewą ręką rozchyla uda pochylonej nad nim kobiety i kieruje między nimi swój członek we wzwodzie.
9. Scena o zabarwieniu religijnym coitus anterior in situ posteriore – pozycja podobna do pierwszej sceny, z tą różnicą, że kobieta opiera się o kamień i ma głowę odwróconą w stronę partnera, a mężczyzna ma mniejszy członek[7].
10. Pozycja półleżąca (pierwszy wariant coitus anterior) – kobieta unosi nogi do góry, wkładając je pod pachy mężczyzny, jej lewa ręka trzyma prawą rękę partnera tuż nad jego głową.
11. Pozycja stojąca (drugi wariant coitus anterior) – kobieta jest przedstawiona jako tancerka (w scenie jest lira, wskazująca na wykonywany przez nią zawód), która wykonuje ewolucję: stoi na prawej nodze, lewą nogę unosi wysoko w górę. Mężczyzna wprowadza członek do pochwy partnerki i trzyma ją za włosy dla utrzymania równowagi[8].
12. Stosunek na pochylni (trzeci wariant coitus anterior) – leżąca kobieta trzyma lewą nogę na ramieniu partnera, lewą ręką obejmuje jego głowę. Mężczyzna wprowadza członek do pochwy. Prawe kolano trzyma między udami kobiety, lewą ręką dotyka jej twarzy. Scena prawdopodobnie zaczerpnięta jest z położenia ityfallicznego Ozyrysa, a jej umieszczenie na papirusie jako ostatniej dodatkowo stanowi ironiczne nawiązanie do papirusów, przedstawiających zmartwychwstanie boga. Podobne położenie Ozyrysa było przedstawiane w tych dokumentach na ostatnim miejscu. W papirusie turyńskim na miejscu boga i w jego pozycji znajduje się kobieta, która uprawia seks. Pomysł na tę scenę mógł powstać przez analogię pomiędzy zmartwychwstaniem Ozyrysa a stosunkiem płciowym, którego wynikiem jest prokreacja[9].